# Каракара-крикун
Каракара-крикун (Milvago) — рід хижих птахів родини соколових (Falconidae). Включає два види.

## Поширення
Представники роду поширені в Центральній і Південній Америці.

## Опис
Невеликі хижі птахи. Довжина тіла 40–45 см, розмах крил 74–95 см; вага тіла самців 277—335 г, самиць 307—364 г. Самиці схожі на самців, але трохи більші і важчі. Має маленький яскравий дзьоб. Оперення кремового кольору, тільки брови коричнево-чорні. Крила коричневі, зі світлими плямами на зовнішніх елеронах 1-го порядку.

## Види
- Хімахіма (Milvago chimachima)
- Хіманго (Milvago chimango)

Викопні види
- †Milvago brodkorbi (пізній плейстоцен Перу)
- †Milvago alexandri (пізній плейстоцен Гаїті)
- †Milvago carbo, (голоцен Куба)
- †Milvago diazfrancoi (пізній плейстоцен Куба)[2]